# Chitian Shuiku
Chitian Shuiku är en reservoar i Kina. Den ligger i provinsen Hainan, i den södra delen av landet, omkring 190 kilometer söder om provinshuvudstaden Haikou. Chitian Shuiku ligger 19 meter över havet. Arean är 4,0 kvadratkilometer. Omgivningarna runt Chitian Shuiku är en mosaik av jordbruksmark och naturlig växtlighet. Den sträcker sig 2,9 kilometer i nord-sydlig riktning, och 5,7 kilometer i öst-västlig riktning.
Genomsnittlig årsnederbörd är 2 251 millimeter. Den regnigaste månaden är juli, med i genomsnitt 369 mm nederbörd, och den torraste är januari, med 17 mm nederbörd.